# Atysilla samenensis
Atysilla samenensis är en skalbaggsart som beskrevs av Reiche 1849. Atysilla samenensis ingår i släktet Atysilla och familjen Melolonthidae. Inga underarter finns listade.